# 白石達哉
白石 達哉（しらいし たつや、1962年1月12日 - ）は、福岡県出身のプロゴルファー。

## 来歴
14歳の時に、父親と練習場に連れられて、初めてクラブを握る。その練習場の横にショートコースがあり、「あそこで1度まわってみたい」と言うと、「上手な人しか回れない」と諭され、本格的にゴルフを始めた。
中学卒業後に地元の福岡国際CCの研修生となり、上田健次に師事し、1980年のプロテスト合格後は青木功の下でキャディなどをして腕を磨いた。
ツアー時代の九州オープンでは1982年と1985年に4位タイ 、1983年に藤池昇の2位、1984年に渋谷稔也・鈴木規夫・秋富由利夫に次ぐ4位、1987年に手嶋啓二と並んでの7位タイに入った。
1986年の水戸グリーンオープンで友利勝良・寺田寿に次ぐと同時に伊藤正己・橋本和夫と並んでの3位タイ、1987年の関西プロでは秋富由利夫・上野忠美・中村忠夫と並んでの5位タイ、1988年のハワイパールオープンでは横井ジョウジ・泉川ピート・近藤守と並んでの10位タイに入り、1989年のKPGAトーナメント（秋）で初優勝。
1989年のアコムダブルスでは船渡川育宏とペアを組み、好天に恵まれた初日に8アンダー64をマークし、北川裕規&川岸良兼ペア、ラニー・ワドキンス&ボビー・ワドキンス兄弟（アメリカ合衆国）ペアと共に首位の飯合肇&佐野修一ペアと1打差2位タイでスタートする。
1991年の中日クラウンズでは最終日を日本タイ記録の19パットで切り抜け、セベ・バレステロス（スペイン）、ロジャー・マッカイ（オーストラリア）に次ぐ日本勢最上位の3位に入り、同年には初めて賞金ランクによるシード権を獲得。
1992年にはマルマンオープンで8位に入り、後援競技となった関東オープンでは最終日に18番をイーグルで締めくくるなど62をマークし、合田洋・丸山智弘にそれぞれ9ストロークの大差を付けて2勝目を挙げる。
1993年の大京オープンでは3日目に通算8アンダーで3位に浮上し、最終的には牧野裕と並んでの4位タイに入った。
1994年から1997年まではアメリカ・フロリダ州でミニツアーなどに出場して修行を積み、帰国後の2000年には西野カップオープンで2位タイ、久光製薬KBCチャレンジでは浜野治光・入野太と並んでの6位タイに入った。宇部興産オープンでは初日を尾崎将司・芹澤信雄、スコット・レイコック（オーストラリア）と共に3アンダー4位タイでスタートし、3日目にはボギー無しの5バーディー、通算7アンダーで2位に着けた。最終日は15番まで2バーディ、16番でボギーを叩いて流れが悪くなったが、18番をバーディで締め、谷口徹と並んでの2位タイに入った。賞金も1176万と大きく稼ぎ、合計獲得額は2200万円を超え、来期シードを確保。
2002年には住建産業オープン広島で谷原秀人と並んでの7位タイに入り、サントリーオープンでは自身ツアー2度目のホールインワンを賞のかかっていないホールで達成するが、“30回記念大会”にちなんで、主催者から賞金30万円を獲得。
2006年の東建ホームメイトカップを最後にレギュラーツアーから引退し、シニア転向後も182cmの長身で安定した強さを見せている。

## 主な優勝
- 1989年 - KPGAトーナメント（秋）
- 1992年 - 関東オープン